# Bandini Automobili
Bandini Automobili — итальянский производитель автомобилей, существовавший с 1946 по 1992 год. Своё название он получил от фамилии основателя, Иларио Бандини.

## История
Компания основана в 1946 году в родном городе Бандини — Форли. Первый автомобиль использовал двигатель Fiat 1100, кузов из алюминия и шасси из стальных труб. Подобную конструкцию использовали также многие другие итальянские автокомпании.
В Америке интерес к марке повысился после того, как Bandini Siluro с двигателем 750 см³ одержала победы в чемпионатах SCCA в 1955 и 1957 годах. На нём устанавливался немного модифицированный двигатель Crosley с DOHC—головками Bandini. Бандини лично участвовал в гонках в Италии, в том числе в «Милле Милья», а более новые автомобили разрабатывались и выпускались на фабрике. Одним из новых автомобилей в 1957 году стала Bandini 750 «Saponetta». Она являлась двухместным спортивным автомобилем с трубчатой стальной рамой, отсеком для двигателя 1,0 л и запоминающимся дизайном. Из-за своих плавных линий и небольшого размера автомобиль получил прозвище «Saponetta» («маленькое мыло»). Bandini Formula Three 1954 года имела дисковые тормоза на всех колёсах и стиль, похожий на Jaguar C-Type 1951 года. С кузовом от Zagato Bandini GT участвовал в гонках «Дейтона» и «12 часов Себринга». Купе от Corna имела расположенный впереди двигатель объёмом 1000 см³.

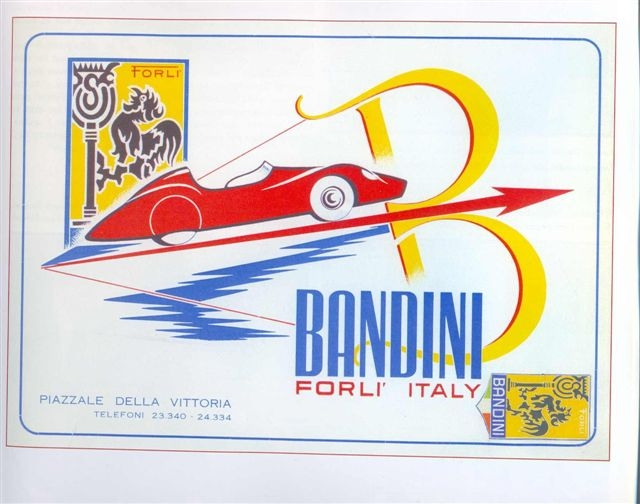

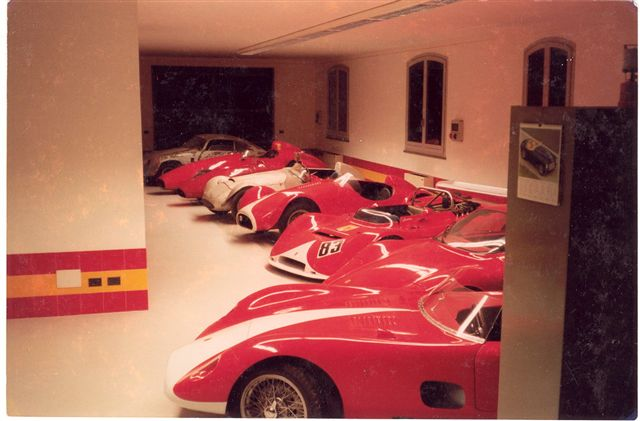
Коллекция Bandini

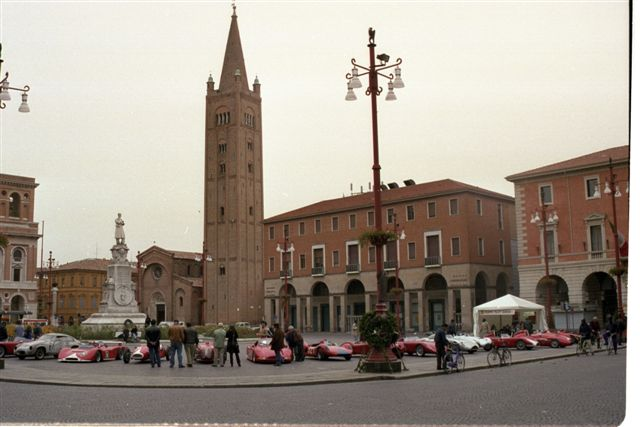
День Bandini, 2002

## Гоночная история
Иларио лично принимал участие в гонках на своём автомобиле (более 60 заездов), включая «Милле Милья» с 1947 по 1965 год (19 побед). В США автомобили Bandini побеждали в чемпионатах SCCA класса HM в 1955 году благодаря гонщику Дольфу Виларди (Dolph Vilardi). В 1957 году автомобили Bandini также оказывались в десятке победителей класса HM. Благодаря успехам, Иларио получил «Золотой ключ (Gold Key)» Дейтона и позднее, в 1981 году награду в области машиностроения от университета PRODEO в Нью-Йорке. Bandini продолжали выигрывать гонки в SCCA до середины 1960-х годов, Bandini Siluro выигрывал SCCA Southwest Regional Championship в 1961—1963 годах, Saponetta заняла 3-место в National Hmod class в 1961 году. Иларио Бандини продолжал конструировать автомобили до конца своей жизни в 1992 году.

## Память об Иларио Бандини

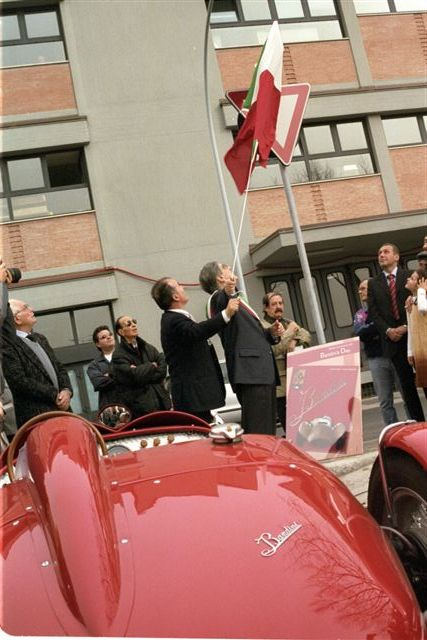
Почтение памяти Иларио Бандини

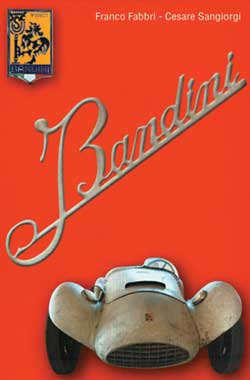
Обложка книги, за авторством Франко Фаббри и Чезаре Сангиорги.

В субботу, 16 ноября 2002 года город Форли почтил память Иларио Бандини. После его смерти в 1992 году его семья смогла сохранить все чертежи и документы, а также несколько наиболее удачных машин. До настоящего времени сохранилось 46 автомобилей Bandini, принадлежащих хозяевам из стран от США до Японии.

## Список моделей
- «La prima» 1100/46 (1946)
- 1100 sport (1947-50)
- 1100 siluro (1947-49)
- 750 sport siluro (1950-56)
- Bandini-Maserati 1500 (1952)
- formula 3 (1954-58)
- berlinetta Zagato (1955)
- 750 sport internazionale «saponetta» (1957-61)
- formula junior (1959-62)
- 1000/62 P (1962-65)
- 1000 GT (1963)
- 1000/66 sport (1966)
- saloncino (1968)
- 1000/70 V (1970)
- mille s.p. (1972)
- 1300 16 V i. (1980)
- berlinetta 1000 turbo (1992)

## Галерея

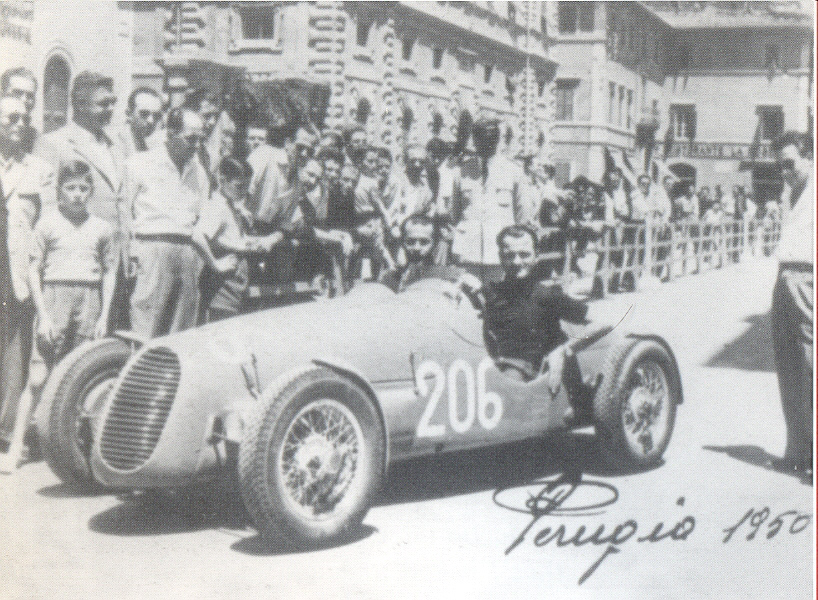
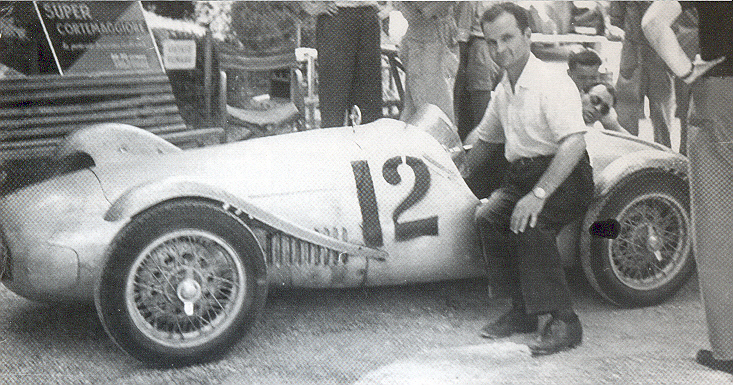
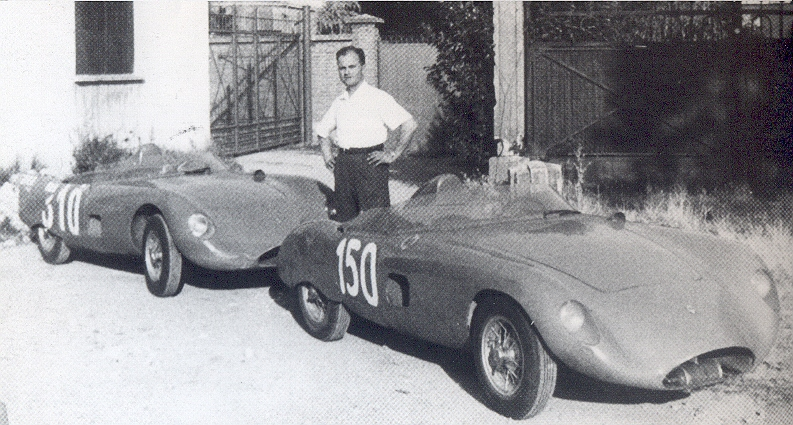
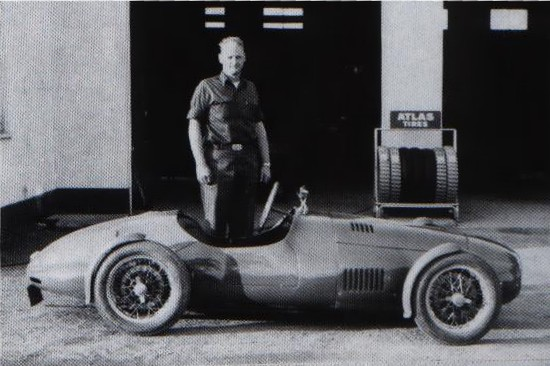
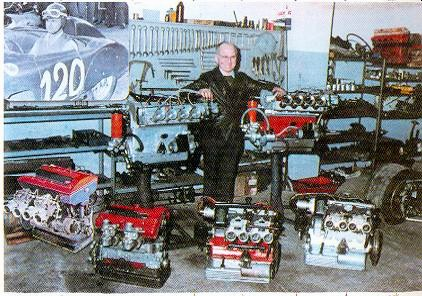
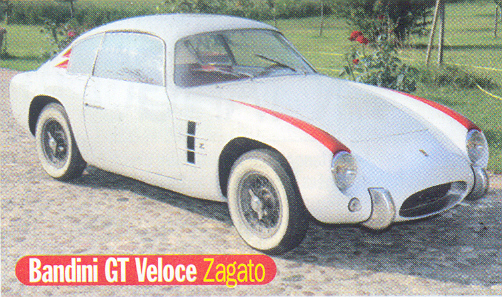
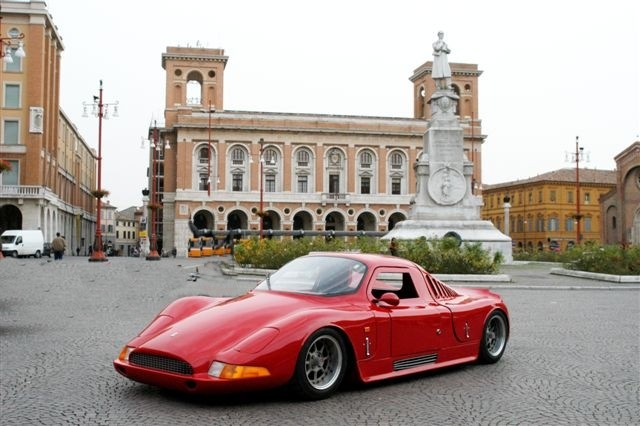